# Piotr Ceaadaev
Piotr Iakovlevici Ceaadaev (n. 27 mai/7 iunie 1794, Moscova, Imperiul Rus – d. 14/26 aprilie 1856, Moscova, Imperiul Rus) a fost un filozof și literat în egală măsură. Meditația sa nu a îmbrăcat doar din motive conjuncturale forma epistolară; ea a sudat într-un ansamblu gândul și stilul, de aceea Ceaadaev este pe drept revendicat și de filozofia, și de literatura rusă.

## Biografie
Născut într-o bogată familie nobiliară și rămas orfan, a fost crescut și educat de o mătușă, prințesa A. M. Șcerbatova, la rândul ei fiica unui istoric și literat. Între 1809 și 1811, Piotr Ceaadaev a frecventat universitatea moscovită. Nu a finalizat studiile deoarece a îmbrățișat cariera militară și a participat la campania împotriva lui Napoleon, intrând în 1814 cu armatele rusești în Paris. La întoarcerea în țară a fost copleșit de onoruri și a intrat, se pare, într-o lojă masonică. În 1816 îl cunoaște pe Pușkin, licean la vremea aceea, care îi dedică poezii celebre. În 1817 primește funcția de adjutant al comandantului corpului de gardă imperial. În toamna anului 1820 e trimis la Troppau, oraș austriac unde se desfășura congresul Sfintei Alianțe, spre a-i raporta țarului Alexandru I despre răscoala unui regiment de ofițeri. Întâlnirea dintre împărat și Ceaadaev e învăluită în mister; două luni mai târziu Ceaadaev demisionează din armată, ratând avansarea iminentă în ierarhia militară.
Trecând printr-o criză spirituală și având o sănătate șubredă își părăsește țara în 1823 și pribegește trei ani prin Anglia, Franța, Elveția, Austria, Germania cu sejururi la Londra, Paris, Milano, Roma, Berna, Karlsbad, Dresda. Anii petrecuți în străinătate îl salvează: apropiați ai săi, dintre răsculații decembriști, suferă represaliile noului țar Nicolae I. La întoarcere, în iulie 1826, i se permite să se stabilească la Moscova asumându-și recluziune totală. Revine în societate abia în 1830, după încheierea principalelor sale lucrări, printre care și opt scrisori filozofice scrise în limba franceză. Tentativele de a publica unele dintre aceste scrisori eșuează între 1831-1832.

## Lucrări
- Scrisori filozofice
- Apologia unui nebun